# Mittenothamnium micrurum
Mittenothamnium micrurum är en bladmossart som beskrevs av Jules Cardot 1913. Mittenothamnium micrurum ingår i släktet Mittenothamnium och familjen Hypnaceae. Inga underarter finns listade i Catalogue of Life.